# (13396) Midavaine
(13396) Midavaine est un astéroïde de la ceinture principale.

## Description
(13396) Midavaine est un astéroïde de la ceinture principale. Il fut découvert le 11 septembre 1999 à Saint-Michel-sur-Meurthe par Laurent Bernasconi. Il présente une orbite caractérisée par un demi-grand axe de 2,59 UA, une excentricité de 0,18 et une inclinaison de 9,2° par rapport à l'écliptique.

## Compléments